# Буклеев, Александр Сергеевич
Александр Сергеевич Буклеев (17 февраля 1984, Куйбышев, СССР) — российский футболист, полузащитник.

## Карьера
Воспитанник самарского футбола. В течение 6 лет выступал в дублирующем составе самарских «Крыльев Советов». Но за основную команду Буклеев не провел ни одного официального матча, ограничиваясь лишь несколькими попаданиями на скамейку запасных на игры Премьер-Лиги и Кубка страны.
2006—2007 года полузащитник отыграл в команде Второго дивизиона «Шексна» (Череповец).
В начале 2008 года Буклеев подписал контракт с клубом болгарской Высшей лиги «Берое». По окончании сезона команда вылетела из Высшей лиги и руководство клуба приняло решение расторгнуть контракт с российским игроком. Всего в чемпионате Болгарии Александр Буклеев провел 14 игр и забил 1 мяч.
В 2009 году полузащитник вошёл в состав клуба «Рязань», однако вскоре он покинул коллектив.
В последнее время Буклеев играл в ряде любительских команд.
В 2001 году закончил Самарский Технический Лицей.